# Joseph Urban
Joseph Urban (né le 26 mai 1872 à Vienne, mort le 10 juillet 1933 à New York) est un architecte, illustrateur et décorateur de théâtre autrichien devenu américain.

## Biographie
Joseph Urban étudie à l'Académie des Beaux-Arts de Vienne l'architecture avec Karl von Hasenauer et fonde en 1890 le mouvement Hagenbund. Avec son beau-frère Heinrich Lefler (de), il illustre quelques livres d'images et de riches publications commémoratives de l'anniversaire de l'empereur François-Joseph Ier d'Autriche.
Il dispense ses multiples talents de nombreuses fois pour la scène viennoise. Ses œuvres d'architecture les plus importantes sont le sous-sol de la mairie de Vienne et la tribune de l'empereur pour la cérémonie de procession en 1908.
En 1911, Joseph Urban émigre aux États-Unis et en 1912 il devient le directeur artistique de l'Opéra de Boston (en). Deux ans après, il s'installe à New York et dessine des costumes, des décors et des affiches annonçant les années folles et travaille ensuite au Metropolitan Opera.
Comme à Vienne, il dessine de nombreuses constructions temporaires, à l'exception du Mar-a-Lago, à Palm Beach et d'autres bâtiments de ce lieu, ainsi que la base de la Hearst Tower, à New York. En 1927, il conçoit le Ziegfeld Theatre en collaboration avec Thomas W. Lamb,.
Urban Joseph meurt le 10 juillet 1933 d'une crise cardiaque dans sa chambre de l'hôtel St. Regis à Manhattan, où il était en convalescence après une opération chirurgicale en mai.
Joseph Urban est le fondateur de l'American Art déco.

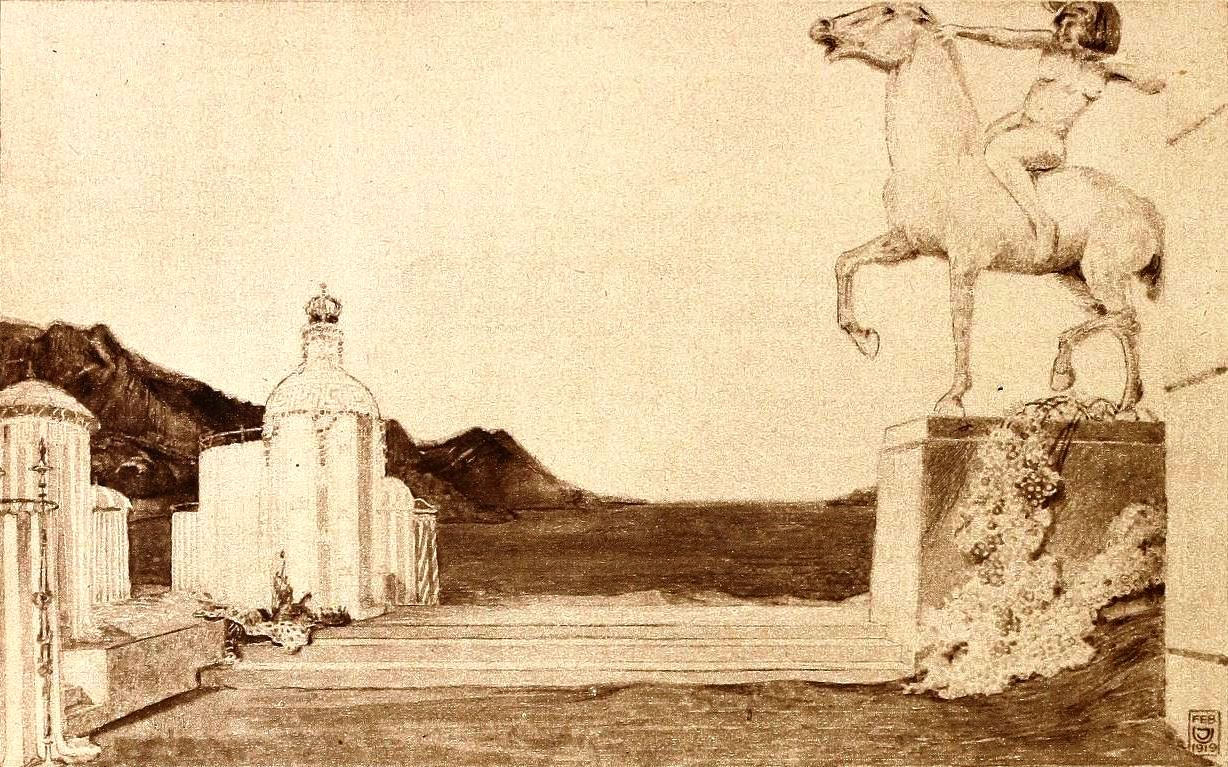
Scénographie conçue par Joseph Urban pour La Belle Hélène.

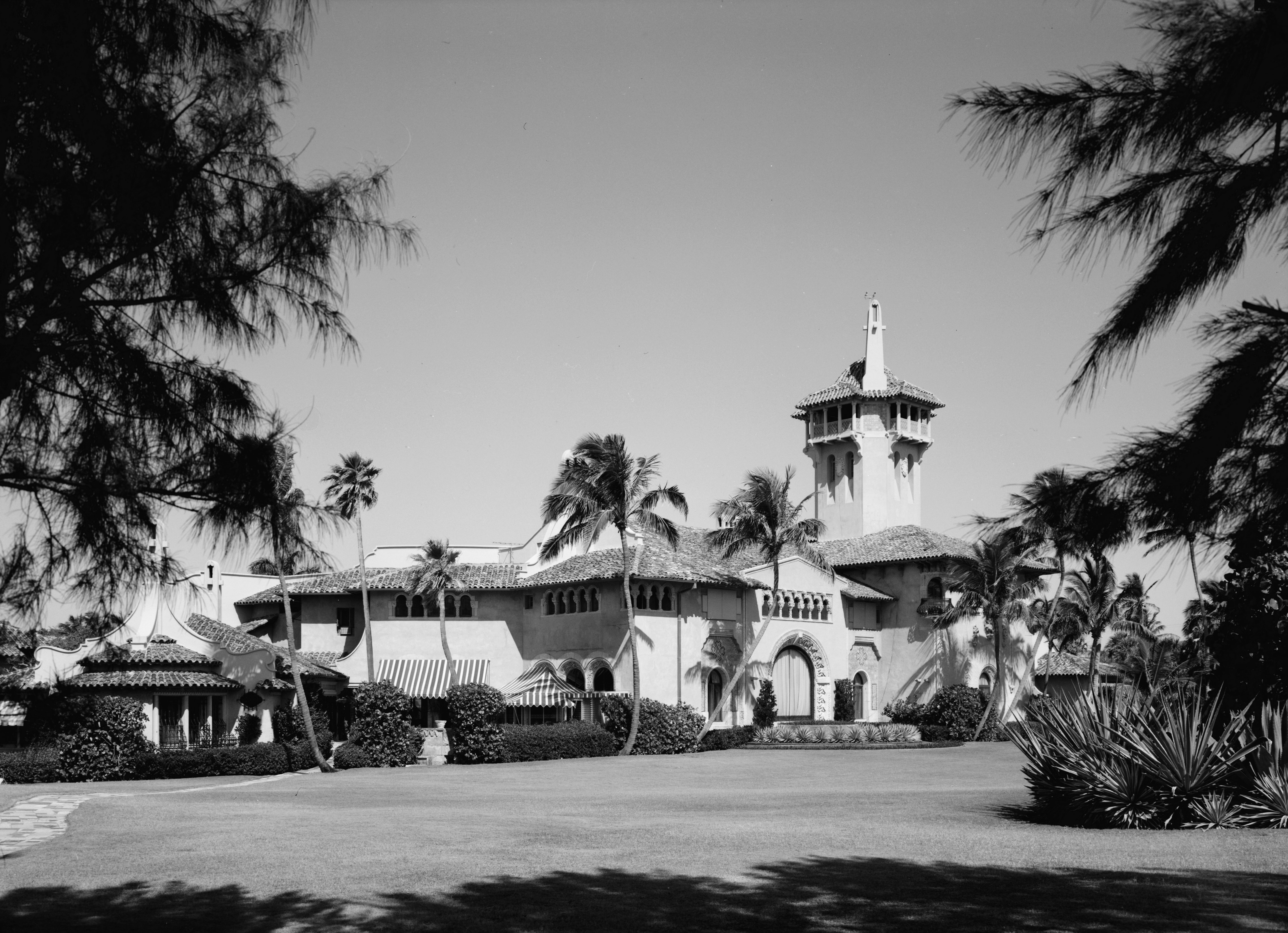
Mar-a-Lago.

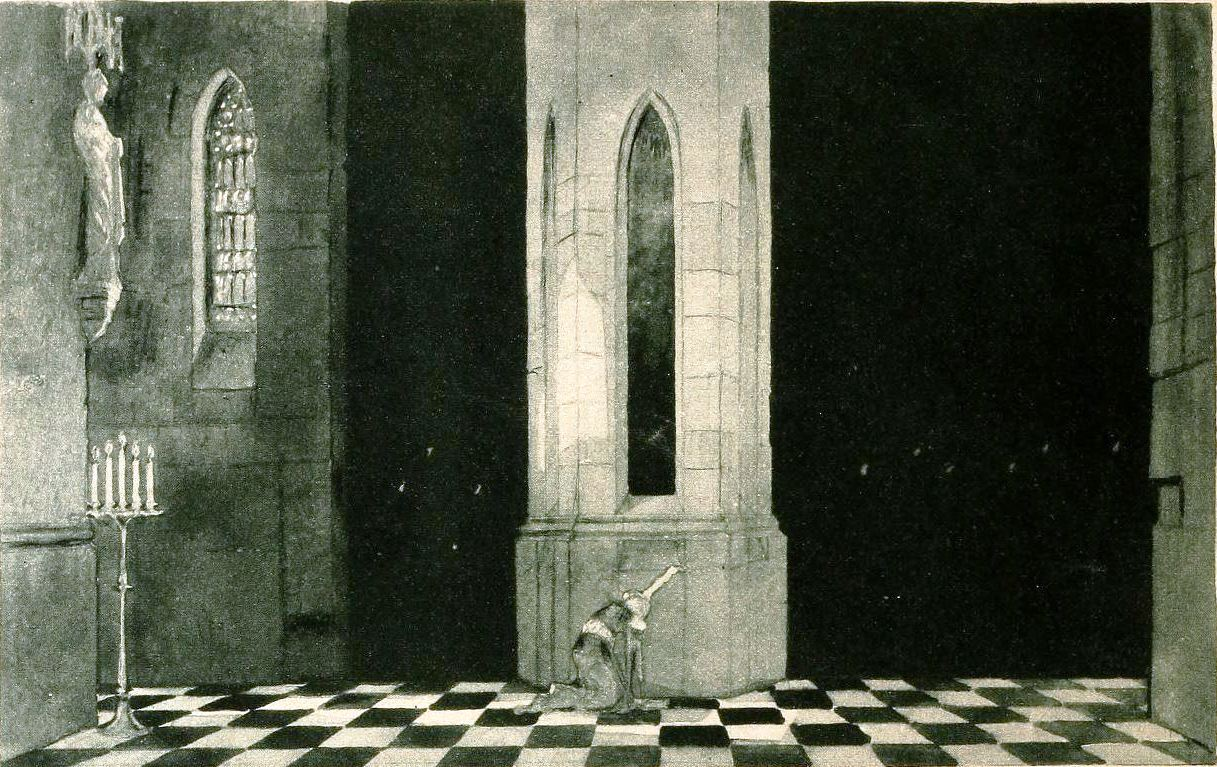
Scénographie conçue par Joseph Urban pour l'opéra Faust.
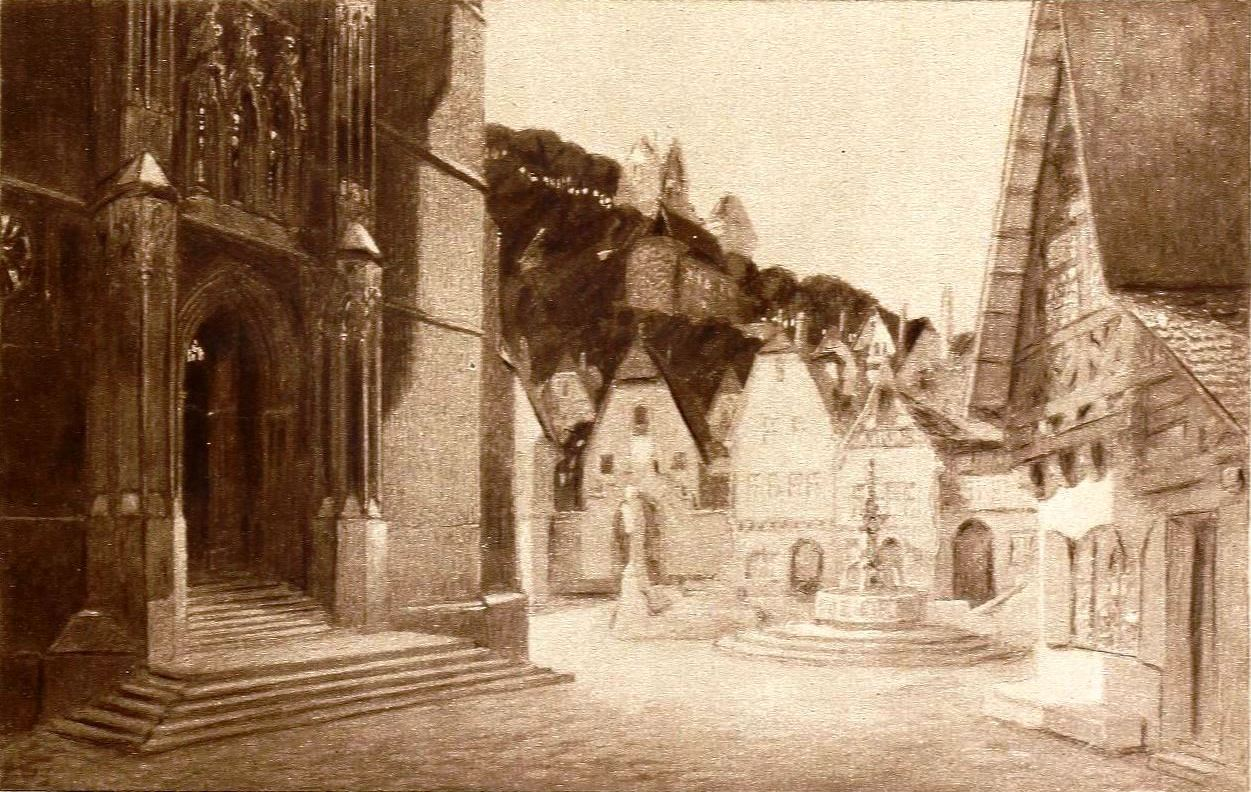
Scénographie conçue par Joseph Urban pour l'opéra La Juive.

## Bâtiments et architecture d'intérieur
- Tombeau de Adolph von Pittel (de), Weissenbach an der Triesting, 1900
- Pavillon autrichien, Exposition universelle de 1904, Saint-Louis (Missouri)
- Salon d'exposition de la Wiener Werkstätte, New York, 1922.
- Mar-a-Lago, Palm Beach (Floride), 1925-1926
- Ziegfeld Theatre, New York, 1926-1927.
- Hearst Tower (New York), 1928-1929.

## Source, notes et références
1. ↑  (en-US) Sam Dangremond et Leena Kim, « Inside Mar-a-Lago, Donald Trump's American Castle », sur Town & Country, 22 décembre 2017 (consulté le 8 janvier 2022)
2. ↑  (en-US) Benjamin Waldman, « The NYC that Never Was: 1926 Plans for The Hearst Building & Plaza That Would Have Dwarfed Times Square », sur Untapped New York, 13 mai 2014 (consulté le 8 janvier 2022)
3. ↑  (en-US) Eastside Messenger, « After 80 years, Ohio Theatre still hosts movie magic », sur Columbus Messenger, 5 juin 2008 (consulté le 28 novembre 2021)
4. ↑  « Ziegfeld Theatre in New York, NY - Cinema Treasures », sur cinematreasures.org (consulté le 31 décembre 2021)
5. ↑  (en-US) « JOSEPH URBAN DIES; VERSATILE ARTIST; Won Fame as Architect, Stage Set Designer, Bridge Builder, World's Fair Decorator. k. AIDED OPERA AND 'FOLLIES' Landscaped Gardens, Built Country Villas and Furnished Themu- Long Celebrated in Europe. », The New York Times,‎ 11 juillet 1933 (ISSN 0362-4331, lire en ligne, consulté le 13 janvier 2022)

- (de) Cet article est partiellement ou en totalité issu de l’article de Wikipédia en allemand intitulé « Joseph Urban » (voir la liste des auteurs).